# 光で目もくらみ
「光で目もくらみ」（Blinded by the Light）は、ブルース・スプリングスティーンが作詞作曲し1973年に発表した楽曲。マンフレッド・マンズ・アース・バンドによるカヴァー・バージョン（邦題は「光に目もくらみ」）がビルボード・Hot 100の首位を飾った。

## オリジナル・ヴァージョン
ファースト・アルバム『アズベリー・パークからの挨拶』のレコーディング中、いくつかのトラックを聴いたコロムビア・レコード社長のクライヴ・デイヴィスはシングルとしてふさわしい楽曲がないことを指摘した。スプリングスティーンはそれに応え「夜の精（Spirit in the Night）」と本作品を書いた。
1973年1月5日発売のファースト・アルバムに収録されたのち、2月23日にシングルカットされた。B面は「天使」。
スプリングスティーンの言によれば、押韻辞書で言葉を探しながら書き上げたという。冒頭の「Madman drummers, bummers and Indians in the summer with a teenage diplomat」は身の回りや自身の出来事に由来する。ドラムを担当したヴィニ・ロペスの愛称は「Mad Man」であったし（のちに「Mad Dog」に変わった）、「Indians in the summer」はスプリングスティーンが子供の頃所属したリトル・リーグのチーム名であった。

### 演奏者
- ブルース・スプリングスティーン - ギター、ベース、リード・ボーカル
- ヴィニ・ロペス - ドラムズ
- クラレンス・クレモンズ - サキソフォン、バッキング・ボーカル
- ハロルド・ウィーラー - ピアノ
- 不明 - オルガン、タンバリン[4]

## マンフレッド・マンズ・アース・バンドによるカヴァー
1976年8月6日、シングルA面曲として発表。B面は「スターバード No.2」。先に述べたようにマンフレッド・マンズ・アース・バンドのバージョンの邦題は「光で」ではなく、「光に」である。なお、グループのその前のシングルもスプリングスティーン作の「Spirits in the Night」であった（Spiritは複数形に変えられている。邦題は「スピリット・イン・ザ・ナイト」）。同年8月27日発売のアルバム『静かなる叫び（The Roaring Silence）』に収録されたバージョンは7分以上ある。
1977年2月19日付のビルボード・Hot 100の1位を記録した。カナダ RPM、キャッシュボックスでも1位、イギリスは6位、オーストラリアは11位、ニュージーランドは8位を記録した。またビルボードの1977年の年間チャートの36位を記録した。
1984年2月17日発売のライブ・アルバム『Budapest Live』にライブ・バージョンが収録された。

### 演奏者
- マンフレッド・マン - オルガン、ピアノ、キーボード、バッキング・ボーカル
- クリス・トンプソン - リード・ボーカル、ギター
- コリン・パッテンデン - ベース
- デイヴ・フレット - ギター
- クリス・スレイド - ドラムズ、バッキング・ボーカル
- ドリーン・チャンター - バッキング・ボーカル
- アイリーン・チャンター - バッキング・ボーカル
- スザンヌ・リンチ - バッキング・ボーカル

## 逸話
マンフレッド・マンズ・アースバンドのカヴァーがヒットしたのには、理由がある。マンフレッド・マンズ・アース・バンドは、イギリスで活動していた為、当時のアメリカにおけるホットロッド等の文化の詳細について、今ひとつ理解出来なかった経緯があり、ブルースの書いた歌詞、Cut Loose Like A Deuce（フォード・デュースが綱を切って走るように）を、Revved Up Like A Deuce（フォード・デュースの如く、加速する）に改めたが、この曲をレコーディングした際に、前述の歌詞がレコーディング技術上の不具合で、Wrapped Up Like A Douche（女性用膣内洗浄器具のように包んで）という風に聴き取られた為、歌詞としてよく判らない格好になり、アメリカのFM局の各DJが、それを面白がって、幾度もオンエアしたことで、アメリカでのヒットにつながった、という逸話がある。当のブルース本人も「俺のつくった曲が、まさか女性用衛生用品のことを歌った曲になるとはな」と冗談めかしてコメントしてもいる。